# Aspergillus pseudoglaucus
Aspergillus pseudoglaucus är en svampart som beskrevs av Blochwitz 1929. Aspergillus pseudoglaucus ingår i släktet Aspergillus och familjen Trichocomaceae.   Inga underarter finns listade i Catalogue of Life.